# 漢安縣 (南宕渠郡)
漢安縣是南北朝宋、南齊時期，梁州南宕渠郡所屬的一個縣。其地當在今四川宣漢縣、達縣、渠縣一帶地方。